# Heraclea (Perea lesbia)

Mapa con algunas de las principales antiguas ciudades griegas de Eólida, en la zona septentrional de Asia Menor. Heraclea figura en la costa de enfrente de la isla de Lesbos.

Heraclea (en griego, Ηράκλεια) era una antigua colonia griega de Eólida.
Estrabón dice que pertenecía a Mitilene y la sitúa entre el golfo Adramiteno y la desembocadura del río Caicos, en la costa, a continuación de Cistene y cerca de Perperene, Trario, Corifantis y Átea. Plinio el Viejo también la cita entre las ciudades de Eólida.